# Refuge de Chalin
Die Chalinhütte ist eine Schutzhütte der Sektion Chaussy des Schweizer Alpen-Clubs in den Savoyer Alpen im Kanton Wallis in der Schweiz.

## Lage und Betrieb
Die Hütte steht nördlich unterhalb der Cime de l’Est der Dents du Midi auf 2595 m ü. M.. Sie wird von der Sektion Chaussy des Schweizer Alpen-Clubs betrieben und ist nicht bewartet.

## Geschichte
Die 1958 erbaute Hütte aus Holz ist eine der fünf Übernachtungsmöglichkeiten auf den mehrtägigen alpinen Rundwanderungen um die Dents du Midi. Sie ist eine der kleinsten Hütten des SAC und hat nur acht Schlafplätze. Es gibt eine Kochmöglichkeit auf dem Holzofen, Geschirr und Fondue-Caquelon. Es gibt kein fliessendes Wasser. Sie bietet eine Aussicht über das ganze Chablais, zum oberen Genfersee und bis zum Jura.

## Zustiege
- Von Les Cerniers (Monthey), Auberge de Chindonne (Normalroute) via Dent de Valère und die aussichtsreiche Arête du Dardeu in 4 Stunden, Aufstieg 1290 Höhenmeter, Schwierigkeitsgrad T4.
- Von Chindonne via Dent de Valère in 3 Stunden, T4.
- Von Val-d'Illiez via Alp Chalin 1745 m ü. M. und Arête du Dardeu in 5 Stunden, T4.
- Von der Alp Chalin über die Arête de Dardeu in 2 Stunden, T4.
- Von Vérossaz in 5 Stunden, T4.

## Nachbarhütten
- Refuge des Dents du Midi, 2884 m ü. M., nicht bewartet
- Refuge de Valerette, 2045 m ü. M., nicht bewartet
- Cabane de Susanfe, 2102 m ü. M., bewartet

## Kartenmaterial
- Schweizer Bundesamt für Landestopografie swisstopo: Topografische Karten LK 1:50’000, Blatt 272 Saint-Mauricee. LK 1:25’000, Blatt 1304 Val d'Illiez.